# Safet Sušić
Safet Sušić, född 13 april 1955 i Zavidovići, Jugoslavien, är en jugoslavisk/bosnisk före detta fotbollsspelare, senare tränare. Han var mellan 2009 och 2014 förbundskapten för Bosnien och Hercegovinas herrlandslag.